# ملور، لانکاشر
ملور (به انگلیسی: Mellor) یک روستا و محله مدنی در بریتانیا است که در Ribble Valley واقع شده‌است. ملور ۲٬۲۶۲ نفر جمعیت دارد.